# Monte Fontainhas
Monte Fontainhas és una muntanya volcànica enmig de l'illa Brava a Cap Verd. Amb 976 m d'altitud, és el punt més alt de l'illa.
Es van produir activitats sísmiques a l'illa el 1982, 1990, 1998 i el 2004. Aquests van tenir lloc a la muntanya submarina de Cadamosto entre les illes de Brava i Fogo. Està compostes de tipus de roques fonolita i ignimbrita.
El centre muntanyenc de l'illa està sovint cobert de núvols, que s'alimenten nombroses corrents, com ja va ser observat pel viatger del segle xix Armand d'Avezac.